# Mariana Bernárdez Zapata
Mariana Bernárdez Zapata (Ciudad de México, 25 de diciembre de 1964) es una poeta, filósofa y ensayista mexicana. Ha participado en varios encuentros literarios nacionales e internacionales. Estudió y se graduó en Comunicación Social, posteriormente cursó estudios de maestría y doctorado en Filosofía y Letras Modernas en la Universidad Iberoamericana  donde actualmente imparte clases de Filosofía.
Es autora de libros sobre el pensamiento de María Zambrano, Ramón Xirau, entre otros. Su obra poética ha sido traducida al portugués, italiano, inglés y catalán y ha sido jurado del Premio Internacional de Literatura Sor  Inés de la Cruz y del Premio Internacional de Poesía Gilberto Owen Estrada.

## Biografía

### Estudios
Mariana Bernárdez realizó estudios de maestría en filosofía en la Universidad Iberoamericana.

### Carrera artística y académica
Como poeta ha participado en encuentros literarios en México y otros países. También ha participado en programas de radio en Radio Educación, Radio UNAM y Código DF.
Ha dado varias conferencias en ferias del libro, como la de El Péndulo, la Casa del Poeta, el Museo Iconográfico de Guanajuato, la Casa de América Latina en Portugal, la Universidad Iberoamericana, entre otras más. Fue invitada al Segundo Encuentro Nacional de Poesía 'Diótima', en mayo de 2020.
En el año 2020 obtuvo una mención honorífica en Única del Fuentes Mares por el libro Aliento (2017). Es integrante del Sistema Nacional de Creadores, 2018-2021.
El pensamiento de Mariana Bernárdez razona entre la poesía y la filosofía. El punto en común que le es de particular interés es el giro de ambas alrededor del símbolo y la metáfora. Una influencia notable en el pensamiento de Mariana Bernárdez Zapata, que le ha situado entre su filosofía y su poesía es María Zambrano, de quien retoma la idea del método como un camino. Tal método implica un orden y no una sistematización, así como del sistema abierto como una manera de hacer frente a la crisis del racionalismo europeo y a la concepción de sagrado como realidad.

## Obras principales
- Zambrano: De la imagen a la mediación de la palabra (2003)[7]
- Mariana Zambrano: Acercamiento a una poética de la aurora (2004)[8]
- La espesura del silencio (2005)[9]
- Tres calas sobre Dolores Castro (2008)[10]
- Ramón Xirau. Hacia el sentido de la presencia (2010)[2][11]
- Trazos de esgrima, México: Ediciones Sin Nombre y UAM, 2011[12]
- Don del recuento, México: Parentalia, 2012[12]
- Escríbeme en los ojos, México: Ediciones del Lirio, 2013[12]
- Nervadura del relámpago, Estado de México: FOEM. Consejo Editorial de la Administración Pública Estatal. Gobierno del Estado de México. Colección Letras/Poesía, 2013[12]
- En el pozo de mis ojos, México: Papeles Privados, 2015[12]
- Aliento, 2017 (traducido al portugués por Nuno Júdice, Lisboa, 2018)[6]
- Rumor de niebla, 2020[6]

## Artículos
- Revista del Centro de Investigación. Universidad La Salle, colaboradora con el artículo “Paul Ricouer: un acercamiento al símbolo”. (2002)[13]
- Periódico de Poesía. Nueva Época. colaboradora con el ensayo "Lenguaje sagrado y palabra-acción en María Zambrano" (1997)[14]